# Erik Pettersson (ciclista)
Erik Håkan Pettersson (Vårgårda, 4 de abril de 1944) es un deportista sueco que compitió en ciclismo en la modalidad de ruta, aunque también disputó carreras de pista. Sus hermanos Gösta, Sture y Tomas también compitieron en ciclismo.
Participó en dos Juegos Olímpicos de Verano, obteniendo una medalla de plata en México 1968 y una de bronce en Tokio 1964, ambas en la prueba de contrarreloj por equipos.
Ganó cuatro medallas en el Campeonato Mundial de Ciclismo en Pista entre los años 1967 y 1969.
En pista obtuvo una medalla de bronce en el Campeonato Mundial de Ciclismo en Pista de 1968, en la prueba de persecución por equipos.

## Medallero internacional

### Ciclismo en ruta
| Juegos Olímpicos   | Juegos Olímpicos           | Juegos Olímpicos  | Juegos Olímpicos             |
| Año                | Lugar                      | Medalla           | Competición                  |
| ------------------ | -------------------------- | ----------------- | ---------------------------- |
| 1964               | Tokio ( Japón)             | Medalla de bronce | Contrarreloj por equipos     |
| 1968               | Ciudad de México ( México) | Medalla de plata  | Contrarreloj por equipos     |
| Campeonato Mundial |                            |                   |                              |
| Año                | Lugar                      | Medalla           | Competición                  |
| 1967               | Heerlen ( Países Bajos)    | Medalla de oro    | Contrarreloj por equipos (A) |
| 1968               | Montevideo ( Uruguay)      | Medalla de oro    | Contrarreloj por equipos (A) |
| 1968               | Montevideo ( Uruguay)      | Medalla de bronce | Ruta (A)                     |
| 1969               | Brno ( Checoslovaquia)     | Medalla de oro    | Contrarreloj por equipos (A) |

### Ciclismo en pista
| Campeonato Mundial | Campeonato Mundial    | Campeonato Mundial | Campeonato Mundial          |
| Año                | Lugar                 | Medalla            | Competición                 |
| ------------------ | --------------------- | ------------------ | --------------------------- |
| 1968               | Montevideo ( Uruguay) | Medalla de bronce  | Persecución por equipos (A) |